# Dracula posadarum
Dracula posadarum là một loài lan.